# Podlahtnična upogibalka zapestja
Podlahtnična upogibalka zapestja (latinsko musculus flexor carpi ulnaris) je dvoglava mišica podlakti. Sestavlja jo nadlahtnična in podlahtnična glava. Sodeluje pri oblikovanju ulnarnega žleba podlakti. Nadlahtnična glava izvira iz spodnjega roba medialnega epikondila nadlahtnice, podlahtnična glava pa iz medialnega roba olecranona podlahtnice in zgornjih dveh tretjin dorzalnega roba podlahtnice z aponevrozo. Mišica se narašča na volarno stran pete dlančnice in na zapestno kost grašek.
Skupaj z koželjnična upogibalko zapestja skrbi za fleksijo zapestja ter z podlahtnično iztezalko zapestja za ulnarno abdukcijo v zapestnem sklepu.
Oživčuje jo živec ulnaris (C7 in C8).